# Легка атлетика на літніх Олімпійських іграх 1992
Змагання з легкої атлетики на літніх Олімпійських іграх 1992 були проведені з 31 липня по 8 серпня в Барселоні на Олімпійському стадіоні.
Олімпійські чемпіони зі спортивної ходьби та марафонського бігу визначались на шосейних трасах, прокладених вулицями міста, проте старт і фініш відбувався на стадіоні.

## Призери

### Чоловіки
| Дисципліни                              | Золото | Золото     | Срібло                                                                                | Срібло   | Бронза | Бронза   |
| --------------------------------------- | --- | ---------- | ------------------------------------------------------------------------------------- | -------- | --- | -------- |
| 100 метрів (вітер: 0,5 м/с)             | Лінфорд Крісті · Велика Британія                                                                                | 9,96       | Френкі Фредерікс · Намібія                                                            | 10,02    | Денніс Мітчелл · США                                                                                              | 10,04    |
| 200 метрів (вітер: -1,0 м/с)            | Майкл Марш · США                                                                                                | 20,01      | Френкі Фредерікс · Намібія                                                            | 20,13    | Майкл Бейтс · США                                                                                                 | 20,38    |
| 400 метрів                              | Квінсі Воттс · США                                                                                              | 43,50 OR   | Стів Льюїс · США                                                                      | 44,21    | Самсон Кітур · Кенія                                                                                              | 44,24    |
| 800 метрів                              | Вільям Тануї · Кенія                                                                                            | 1.43,66    | Ніксон Кіпротіч · Кенія                                                               | 1.43,70  | Джонні Грей · США                                                                                                 | 1.43,97  |
| 1500 метрів                             | Фермін Качо · Іспанія                                                                                           | 3.40,12    | Рашид ель Басір · Марокко                                                             | 3.40,62  | Мохамед Сулейман · Катар                                                                                          | 3.40,69  |
| 5000 метрів                             | Дітер Бауманн · Німеччина                                                                                       | 13.12,52   | Пол Біток · Кенія                                                                     | 13.12,71 | Фіта Баїсса · Ефіопія                                                                                             | 13.13,03 |
| 10000 метрів                            | Халід Сках · Марокко                                                                                            | 27.46,70   | Річард Челімо · Кенія                                                                 | 27.47,72 | Аддіс Абебе · Ефіопія                                                                                             | 28.00,07 |
| 110 метрів з бар'єрами (вітер: 0,8 м/с) | Марк Маккой · Канада                                                                                            | 13,12      | Тоні Діс · США                                                                        | 13,24    | Джек Пірс · США                                                                                                   | 13,26    |
| 400 метрів з бар'єрами                  | Кевін Янг · США                                                                                                 | 46,78 WR   | Вінтроп Грехем · Ямайка                                                               | 47,66    | Крісс Акабусі · Велика Британія                                                                                   | 47,82    |
| 3000 метрів з перешкодами               | Меттью Бірір · Кенія                                                                                            | 8.08,84    | Патрік Санг · Кенія                                                                   | 8.09,55  | Вільям Мутвол · Кенія                                                                                             | 8.10,74  |
| 4×100 метрів                            | США · Майкл Марш · Лерой Баррелл · Денніс Мітчелл · Карл Льюїс · Джеймс Джетт (забіг)                           | 37,40 WR   | Нігерія Олуємі Кайоде Чіді Імо Олападе Аденікен Девідсон Езінва Осмонд Езінва (забіг) | 37,98    | Куба Андрес Сімон Хоель Ламела Хоель Ісасі Хорхе Агілера                                                          | 38,00    |
| 4×400 метрів                            | США · Ендрю Валмон · Квінсі Воттс · Майкл Джонсон · Стів Льюїс · Дарнелл Голл (забіг) · Чарльз Дженкінс (забіг) | 2.55,74 WR | Куба Лазаро Мартінес Ектор Еррера Норберто Теллес Роберто Ернандес                    | 2.59,51  | Велика Британія Роджер Блек Девід Гріндлі Крісс Акабусі Джон Реджіс Дуейн Лейдеджо (забіг) Марк Річардсон (забіг) | 2.59,73  |
|                                         | |            |                                                                                       |          | |          |
| Марафон                                 | Хван Йон Чхо · Південна Корея                                                                                   | 2:13.23    | Морісіта Коїті · Японія                                                               | 2:13.45  | Штефан Фрайганг · Німеччина                                                                                       | 2:14.00  |
| Ходьба 20 кілометрів                    | Данієль Пласа · Іспанія                                                                                         | 1:21.25    | Гійом Леблан · Канада                                                                 | 1:22.25  | Джованні де Бенедіктіс · Італія                                                                                   | 1:23.11  |
| Ходьба 50 кілометрів                    | Андрій Перлов · Об'єднана команда                                                                               | 3:50.13    | Карлос Мерсенаріо · Мексика                                                           | 3:52.09  | Рональд Вайгель · Німеччина                                                                                       | 3:53.45  |
|                                         | |            |                                                                                       |          | |          |
| Стрибки у висоту                        | Хав'єр Сотомайор · Куба                                                                                         | 2,34       | Патрік Шеберг · Швеція                                                                | 2,34     | Голліс Конвей · США Тим Форсайт · Австралія Артур Партика · Польща                                                | 2,34     |
| Стрибки з жердиною                      | Максим Тарасов · Об'єднана команда                                                                              | 5,80       | Ігор Транденков · Об'єднана команда                                                   | 5,80     | Хав'єр Гарсія · Іспанія                                                                                           | 5,75     |
| Стрибки у довжину                       | Карл Льюїс · США                                                                                                | 8,67       | Майк Пауелл · США                                                                     | 8,64     | Джо Грін · США | 8,34     |
| Потрійний стрибок                       | Майк Конлі · США                                                                                                | 18,17w     | Чарльз Сімпкінс · США                                                                 | 17,60    | Френк Рутерфорд · Багамські Острови                                                                               | 17,36    |
| Штовхання ядра                          | Майк Сталчі · США                                                                                               | 21,70      | Джім Дерінг · США                                                                     | 20,96    | В'ячеслав Лихо · Об'єднана команда                                                                                | 20,94    |
| Метання диска                           | Ромас Убартас · Литва                                                                                           | 65,12      | Юрген Шульт · Німеччина                                                               | 64,94    | Роберто Моя · Куба                                                                                                | 64,12    |
| Метання молота                          | Андрій Абдувалієв · Об'єднана команда                                                                           | 82,54      | Ігор Астапкович · Об'єднана команда                                                   | 81,96    | Ігор Нікулін · Об'єднана команда                                                                                  | 81,38    |
| Метання списа                           | Ян Железний · Чехословаччина                                                                                    | 89,66      | Сеппо Рятю · Фінляндія                                                                | 86,60    | Стівен Беклі · Велика Британія                                                                                    | 83,38    |
|                                         | |            |                                                                                       |          | |          |
| Десятиборство                           | Роберт Змелік · Чехословаччина                                                                                  | 8611       | Антоніо Пеньялвер · Іспанія                                                           | 8412     | Дейв Джонсон · США                                                                                                | 8309     |

### Жінки
| Дисципліни                              | Золото | Золото   | Срібло | Срібло   | Бронза                                                                 | Бронза   |
| --------------------------------------- | --- | -------- | --- | -------- | ---------------------------------------------------------------------- | -------- |
| 100 метрів (вітер: -1,0 м/с)            | Ґейл Діверс · США | 10,82    | Джульєт Катберт · Ямайка                                                                                     | 10,83    | Ірина Привалова · Об'єднана команда                                    | 10,84    |
| 200 метрів (вітер: -0,6 м/с)            | Гвен Торренс · США | 21,81    | Джульєт Катберт · Ямайка                                                                                     | 22,02    | Мерлін Отті · Ямайка                                                   | 22,09    |
| 400 метрів                              | Марі-Жозе Перек · Франція | 48,83    | Ольга Бризгіна · Об'єднана команда                                                                           | 49,05    | Хімена Рестрепо · Колумбія                                             | 49,64    |
| 800 метрів                              | Еллен ван Ланген · Нідерланди                                                                                                   | 1.55,54  | Лілія Нурутдінова · Об'єднана команда                                                                        | 1.55,99  | Ана Фіделія Кірот · Куба                                               | 1.56,80  |
| 1500 метрів                             | Гассіба Булмерка · Алжир | 3.55,30  | Людмила Рогачова · Об'єднана команда                                                                         | 3.56,91  | Цюй Юнься · Китай                                                      | 3.57,08  |
| 3000 метрів                             | Олена Романова · Об'єднана команда                                                                                              | 8.46,04  | Тетяна Доровських · Об'єднана команда                                                                        | 8.46,85  | Анджела Чалмерс · Канада                                               | 8.47,22  |
| 10000 метрів                            | Дерарту Тулу · Ефіопія | 31.06,02 | Елана Меєр · Південно-Африканська Республіка                                                                 | 31.11,85 | Лінн Дженнінгс · США                                                   | 31.19,89 |
| 100 метрів з бар'єрами (вітер: 0,4 м/с) | Вула Патуліду · Греція | 12,64    | Лавонна Мартін · США                                                                                         | 12,69    | Йорданка Донкова · Болгарія                                            | 12,70    |
| 400 метрів з бар'єрами                  | Саллі Ганнелл · Велика Британія                                                                                                 | 53,23    | Сандра Фармер-Патрік · США                                                                                   | 53,69    | Джанін Вікерс · США                                                    | 54,31    |
| 4×100 метрів                            | США · Евелін Ешфорд · Естер Джонс · Карлетт Гудрі · Гвен Торренс · Мішель Фінн (забіг)                                          | 42,11    | Об'єднана команда Ольга Богословська Галина Мальчугіна Марина Транденкова Ірина Привалова                    | 42,16    | Нігерія Беатріс Утонду Фейт Ідехен Крісті Опара-Томпсон Мері Оньялі    | 42,81    |
| 4×400 метрів                            | Об'єднана команда Олена Рузіна Людмила Джигалова Ольга Назарова Ольга Бризгіна Лілія Нурутдінова (забіг) Марина Шмоніна (забіг) | 3.20,20  | США · Наташа Кайзер · Гвен Торренс · Джерл Майлз · Рошель Стівенс · Денін Гілл (забіг) · Даннетт Янг (забіг) | 3.20,92  | Велика Британія Філіс Сміт Сандра Дуглас Дженніфер Стаут Саллі Ганнелл | 3.24,23  |
|                                         | |          | |          |                                                                        |          |
| Марафон                                 | Валентина Єгорова · Об'єднана команда                                                                                           | 2:32.41  | Аріморі Юко · Японія                                                                                         | 2:32.49  | Лоррейн Моллер · Нова Зеландія                                         | 2:33.59  |
| Ходьба 10 кілометрів                    | Чень Юелін · Китай | 44.32    | Олена Ніколаєва · Об'єднана команда                                                                          | 44.33    | Лі Чуньсю · Китай                                                      | 44.41    |
|                                         | |          | |          |                                                                        |          |
| Стрибки у висоту                        | Гайке Генкель · Німеччина | 2,02     | Галіна Астафей · Румунія                                                                                     | 2,00     | Йоамнет Кінтеро · Куба                                                 | 1,97     |
| Стрибки у довжину                       | Гайке Дрекслер · Німеччина | 7,14     | Інеса Кравець · Об'єднана команда                                                                            | 7,12     | Джекі Джойнер-Керсі · США                                              | 7,07     |
| Штовхання ядра                          | Світлана Кривельова · Об'єднана команда                                                                                         | 21,06    | Хуан Чжихун · Китай                                                                                          | 20,47    | Катрін Наймке · НДР                                                    | 19,78    |
| Метання диска                           | Маріца Мартен · Куба | 70,06    | Цветанка Христова · Болгарія                                                                                 | 67,78    | Даніела Костьян · Австралія                                            | 66,24    |
| Метання списа                           | Зільке Ренк · Німеччина | 68,34    | Наталія Шиколенко · Об'єднана команда                                                                        | 68,26    | Карен Форкель · Німеччина                                              | 66,86    |
|                                         | |          | |          |                                                                        |          |
| Семиборство                             | Джекі Джойнер-Керсі · США | 7044     | Ірина Белова · Об'єднана команда                                                                             | 6845     | Сабіне Браун · Німеччина                                               | 6649     |

## Медальний залік
| Місце | Країна            | Золото | Срібло | Бронза | Загалом |
| ----- | ----------------- | ------ | ------ | ------ | ------- |
| 1     | США               | 12     | 8      | 10     | 30      |
| 2     | Об'єднана команда | 7      | 11     | 3      | 21      |
| 3     | Німеччина         | 4      | 1      | 5      | 10      |
| 4     | Кенія             | 2      | 4      | 2      | 8       |
| 5     | Куба              | 2      | 1      | 4      | 7       |
| 6     | Іспанія           | 2      | 1      | 1      | 4       |
| 7     | Велика Британія   | 2      | 0      | 4      | 6       |
| 8     | Чехословаччина    | 2      | 0      | 0      | 2       |
| 9     | КНР               | 1      | 1      | 2      | 4       |
| 10    | Канада            | 1      | 1      | 1      | 2       |
| 11    | Марокко           | 1      | 1      | 0      | 2       |
| 12    | Ефіопія           | 1      | 0      | 2      | 3       |
| 13    | Алжир             | 1      | 0      | 0      | 1       |
| 13    | Франція           | 1      | 0      | 0      | 1       |
| 13    | Греція            | 1      | 0      | 0      | 1       |
| 13    | Литва             | 1      | 0      | 0      | 1       |
| 13    | Нідерланди        | 1      | 0      | 0      | 1       |
| 13    | Південна Корея    | 1      | 0      | 0      | 1       |
| 19    | Ямайка            | 0      | 3      | 1      | 4       |
| 20    | Японія            | 0      | 2      | 0      | 2       |
| 20    | Намібія           | 0      | 2      | 0      | 2       |
| 22    | Болгарія          | 0      | 1      | 1      | 2       |
| 22    | Нігерія           | 0      | 1      | 1      | 2       |
| 24    | Фінляндія         | 0      | 1      | 0      | 1       |
| 24    | Мексика           | 0      | 1      | 0      | 1       |
| 24    | Румунія           | 0      | 1      | 0      | 1       |
| 24    | ПАР               | 0      | 1      | 0      | 1       |
| 24    | Швеція            | 0      | 1      | 0      | 1       |
| 29    | Австралія         | 0      | 0      | 2      | 2       |
| 30    | Багамські Острови | 0      | 0      | 1      | 1       |
| 30    | Колумбія          | 0      | 0      | 1      | 1       |
| 30    | Італія            | 0      | 0      | 1      | 1       |
| 30    | Нова Зеландія     | 0      | 0      | 1      | 1       |
| 30    | Польща            | 0      | 0      | 1      | 1       |
| 30    | Катар             | 0      | 0      | 1      | 1       |